# Кумм, Отто
Отто Кумм (нем. Otto Kumm; 1 октября 1909, Гамбург — 23 марта 2004, Оффенбург) — бригадефюрер СС и генерал-майор войск СС.

## Юность и вступление в НСДАП
Родился в семье торговца. Получил образование в высшей реальной школе. С 1 апреля 1925 по 31 марта 1929 года учился на наборщика. Затем пять лет работал по профессии. Член НСДАП (партийный билет № 421 230). В октябре 1930 года вступил в 25-й штурм (роту) СА в Гамбурге.

## Служба в СС
С 1 декабря 1931 года — член СС (№ 18 727). Прошёл обучение, и в апреле 1932 года был направлен в 5-й штурм, в котором состоял до октября 1933 года.
- С 9 ноября 1932 года — обертруппфюрер СС.
- С 15 февраля 1934 года — штурмфюрер СС.
- С 12 августа 1934 года — оберштурмфюрер СС.
- С 13 сентября 1936 года — гауптштурмфюрер СС.
- С 1 сентября 1940 года — штурмбаннфюрер СС.
- С 1 октября 1941 года — оберштурмбаннфюрер СС.
- С 20 апреля 1943 года — штандартенфюрер СС.
- С 30 января 1944 года — оберфюрер СС.
- С 9 ноября 1944 года — бригадефюрер СС и генерал-майор войск СС.

1 июня 1934 года добровольно вступил в части усиления СС, прошёл военную подготовку в Гамбурге в должности командира взвода 3-й роты штандарта (полка) СС «Германия», затем учился на курсах ротных командиров в пехотной школе в Дёберитце.
В октябре 1934 года вернулся в общие СС, служил в командовании 39-го штандарта. С 17 мая 1935 по 10 декабря 1936 года — командир пулемётной роты в полку «Германия».
В декабре 1936 года был направлен в штаб 2-го батальона полка СС «Дойчланд» (Мюнхен). С начала февраля 1937 года — командир 2-й роты в этом полку.
В 1938 году женился (в семье было две дочери). С 1938 года — командир роты в полку СС «Фюрер», в этой должности вступил во Вторую мировую войну.

### Участие во Второй мировой войне
В апреле 1940 года был командирован в Графенвёр на курсы командиров батальонов. В мае 1940 года во время боёв в Голландии был назначен командовать батальоном в своём полку, в период кампании на Западе был ранен.
С 22 июня 1941 года участвовал в боевых действиях в России. С 17 июля 1941 года — командир 4-го мотопехотного полка СС «Фюрер» в составе дивизии СС «Рейх». С июля 1941 по апрель 1943 года Кумм командовал полком «Дер Фюрер» дивизии СС «Дас Райх». Этот полк был почти уничтожен в ходе советского наступления в январе 1942 года: из 2000 человек, начавших кампанию в июне 1941 года, в нем осталось всего 35 человек. За этот эпизод был награждён Рыцарским крестом Железного креста. За участие в тяжёлых боях за Харьков весной 1943 года получил Дубовые листья к Рыцарскому кресту Железного креста.
1 мая 1943 года стал начальником штаба формирования 5-го горного корпуса СС. Летом 1943 года был первым офицером Генерального штаба в 7-й горной дивизии СС «Принц Ойген». В июле 1943 — январе 1944 года — начальник штаба 5-го горнострелкового корпуса СС (под командованием обергруппенфюрера СС Артура Флепса), участвовал в боевых действиях против партизан в Югославии. С 30 января 1944 по 20 января 1945 года — командир 7-й горной дивизии СС «Принц Ойген», во главе которой продолжал антипартизанские действия на Балканах (в ходе этих боёв подвергалось репрессиям мирное население).
6 февраля 1945 года был назначен командиром 1-й дивизии СС «Лейбштандарт Адольф Гитлер», воевавшей в Венгрии, а затем в Австрии. В марте 1945 года был награждён Мечами к Рыцарскому кресту Железного креста с Дубовыми Листьями.
8 мая 1945 года вместе с дивизией сдался американским войскам.

## Награды
- Железный крест 2-го класса (29/30 мая 1940)
- Железный крест 1-го класса (3/4 июня 1940)
- Знак за ранение (чёрный) (8 июня 1940)
- Немецкий крест в золоте (29 ноября 1941)
- Рыцарский крест Железного креста:
  - Рыцарский крест (16 февраля 1942)
  - Дубовые листья (№ 221) (6 апреля 1943)
  - Мечи (№ 138) (17 марта 1945).
- Медаль «За зимнюю кампанию на Востоке 1941/42» (30 августа 1942)
- Орден Короны короля Звонимира с мечами и звездой (Независимое государство Хорватия, 30 июня 1944)

## Жизнь после войны
После освобождения из плена вернулся в Гамбург, где в 1951 году основал Общество взаимопомощи бывших членов СС (ХИАГ). В течение почти 23 лет был начальником отдела продукции издательства «Burda» в Оффенбурге. В 1978 году опубликовал книгу.
Он умер 23 марта 2004 года. На момент своей смерти, он был последним выжившим Бригадефюрером и генерал-майором войск СС. Он также был последним оставшимся в живых кавалером Рыцарского креста с дубовыми листьями и мечами из числа представителей войск СС. 5 ноября 2010 года умер обладатель Рыцарского креста с дубовыми листьями и мечами Хайо Герман. В октябре 2009 года умер другой обладатель этой награды Гюнтер Ралль.